# High Standard Model 10
L’High Standard Model 10 è un fucile a canna liscia semiautomatico prodotto dalla High Standard Manufacturing Company di Hamden.  È facilmente riconoscibile per la sua configurazione bullpup e per il suo calcio ruotabile e la torcia tattica integrate.

## Storia e progettazione
Il progetto base del Model 10 fu sviluppato negli ultimi anni '50 da Alfred Crouch, un sergente della polizia di Santa Monica (California). L'idea di Crouch era quella di creare un fucile a pompa per le squadre SWAT e le squadre di incursori. Il suo progetto originale prevedeva l'uso di un fucile a canna liscia Remington semiautomatico modificato.
A metà degli anni '60 Crouch vendette il proprio progetto alla High Standard manufacturing Company, che usò il proprio Flite King come base per il primo modello del fucile, il 10A. Il 10A fu modificato rimpiazzando calcio, ricollocando il grilletto e ricoprendo il corpo dell'arma e la prima parte della canna con una copertura di plastica in tre pezzi. La copertura in plastica era stata sviluppata in maniera tale da poter accogliere il calcio ruotante nella parte posteriore e un grip di nuova concezione. Dal momento che il gruppo di scatto del grilletto era stato spostato avanti per consentire la configurazione bullpup dell'arma, era stata utilizzato un connettore metallico per unire il nuovo grilletto al meccanismo vecchio, in modo da ridurre al minimo le modifiche da apportare al corpo del fucile.
Sebbene la capacità standard del caricatore fosse di soli 4 colpi, esisteva in circolazione una particolare estensione tubulare al caricatore che incrementava la capacità del caricatore a 6.
Nel modello più vecchio, il 10A, la copertura di plastica superiore ospitava una luce tattica e il maniglione di trasporto.
Il modello successivo, il 10B, fu migliorato con l'introduzione di una leva d'armamento sulla sinistra, mire metalliche flip-up, e utilizzava una nuova luce tattica e un nuovo maniglione di trasporto. La luce tattica “Kel-Lite” poteva comunque essere smontata in caso di necessità.

## Servizio
Originariamente, il Model 10 era venduta solamente alle forze dell'ordine. La nuova concezione di quest'arma fu piuttosto apprezzata da diverse agenzie di polizia, che quindi adottarono il Model 10 tra la fine degli anni ‘60 e l'inizio degli anni '70; tuttavia molte agenzie trovarono diversi difetti nell'arma e quindi alla fine cessarono di usare il Model 10.
Il problema più comune era che non riusciva a completare il ciclo di sparo e riarmo in maniera corretta. In accordo con le istruzioni del Model 10, si sarebbero dovute usare solamente munizioni Magnum o colpi in ottone. Tuttavia, anche con il munizionamento corretto, il fucile era soggetto a problemi nello svolgere il proprio ciclo operativo. Altri problemi che affliggevano il fucile erano la scomodità del grilletto, il particolarissimo calcio ruotante e la tendenza del rinculo a danneggiare le batterie della luce tattica.
Un altro problema, piuttosto serio, del Model 10 era l'impossibilità di sparare tenendo l'arma con la mano sinistra, in quanto il bossolo veniva eiettato fuori dall'otturatore con notevole forza verso il retro dell'arma. Sul lato destro dell'arma era presente la scritte “CAUTION – DO NOT SHOOT FROM LEFT SHOULDER” (ATTENZIONE – NON SPARARE TENENDO IL FUCILE APPOGGIATO ALLA SPALLA SINISTRA)